# Cluzobra binocellaris
Cluzobra binocellaris är en tvåvingeart som beskrevs av Edwards 1934. Cluzobra binocellaris ingår i släktet Cluzobra och familjen svampmyggor. Inga underarter finns listade i Catalogue of Life.